# Дубова, Надежда Анатольевна
Наде́жда Анато́льевна Ду́бова (род. 17 сентября 1949, Москва) — российский антрополог, археолог, кандидат биологических наук (1978), доктор исторических наук (2003), руководитель сектора этнической экологии Института этнологии и антропологии РАН, руководитель Российско-Туркменской Маргианской археологической экспедиции.

## Биография
С 1957 по 1964 год училась в средней школе № 110 Москвы; с 1964 по 1966 — в средней школе № 109 на Мосфильмовской улице г. Москвы. В 1966 г. поступила на Биолого-Почвенный факультет МГУ им. М. В. Ломоносова. В 1971 г. окончила кафедру антропологии, защитив дипломную работу по теме «Антропологические характеристики некоторых групп населения Северного Таджикистана» (рук. проф., д.б.н. Я. Я. Рогинский). Работа заняла первое место на конкурсе студенческих работ Биологического факультета 1971 г.
По распределению с декабря 1971 г. поступила в отдел антропологии Института этнографии им. Н. Н. Миклухо-Маклая АН СССР (ныне Институт этнологии и антропологии РАН), в котором работает до настоящего времени. В 1975—1978 гг. обучалась в заочной аспирантуре Института. В НИИ и Музее антропологии МГУ защитила диссертацию «Антропологические характеристики некоторых групп населения Северного Таджикистана» на соискание ученой степени кандидата биологических наук (1978; рук. д.и.н. В. П. Алексеев)., в ИЭА РАН по теме «Соотношение биологической и социально-культурной дифференциации человечества (на примере населения Средней Азии, Северного Кавказа и Приуралья)» доктора исторических наук (2003). В 1992 г. обучалась в Летней школе по количественным методам в социальных исследованиях в Института Социальных исследований Университета штата Мичиган (г. Анн Арбор, США — University of Michigan, Institute for Social Research, Ann Arbor, Michigan, USA). С 2000 г. участвует в работе Маргианской археологической экспедиции под руководством В. И. Сарианиди. С 2014 г. является её руководителем.

## Научная деятельность
Автор более 400 публикаций по археологии Евразии, этнической антропологии, краниологии, соматологии, одонтологии, этнической экологии; экологии человека, палеоантропологии, бронзовому веку Евразии, миграциям эпохи бронзы, по населению Туркменистана, Таджикистана и др. Среди прочего, выступила соредактором и соавтором ведущей коллективной монографии на английском языке о цивилизации Бактрийско-Маргианского археологического комплекса. Руководитель и участник более 60 экспедиций в Таджикистане, Туркменистане, Узбекистане, Кыргызстане, на Чукотке, Камчатке, в Закавказье и на Северном Кавказе, в Молдавии, в Западной Сибири, на Урале и в Приуралье, в Центрально-Чернозёмной и Северной России. Исследования неоднократно получали финансовую поддержку РГНФ и РФФИ. Постоянно принимает участие в разнообразных международных и Всероссийских научных конгрессах и конференциях.

## Семья
Дед — Платонов Семен Павлович (09.09.1901, Самарская губ. — 29.12.1963, г. Москва), генерал-лейтенант, нач. отдела Генерального штаба ВС СССР; являлся членом редколлегии Военно-исторического журнала, редактором многих трудов по истории Великой Отечественной войны; награждён Орденами Ленина, Красной звезды, Боевого Красного знамени, Отечественной войны I степени, польским крестом «Виртути милитари» и многими медалями.
Бабушка — Платонова (урожд. Китаева) Серафима Васильевна (07.08.1898, г. Городец Нижегородской губ. — 13.07.1987, г. Москва), педагог, работала в детских учреждениях Министерства обороны СССР; награждена Орденом Трудового Красного знамени.
Отец — Степанов Анатолий Григорьевич (24.12.1920, Владивосток — 03.05.2001, г. Москва), советский боксер, чемпион СССР в полутяжелом весе (1946), тренер по боксу. Участник Великой Отечественной войны, стрелок-радист; исполнитель роли Юрия Рогова в кинофильме «Первая перчатка».
Мать — Платонова Нина Семеновна (22.07.1922, г. Кострома — 20.09.2015, г. Москва), кандидат архитектуры (1964), доцент. Работала в НИИ общественных зданий, затем — ученым секретарем Госгражданстроя СССР. Разработала систему культурно-бытового обслуживания населения малых населенных пунктов, за что удостоена двух серебряных медалей ВДНХ. Участник Великой Отечественной войны: ушла на фронт со 2-го курса МАРХИ; служила хирургической сестрой во фронтовом сортировочном эвакогоспитале № 1072. Награждена орденом Отечественной войны и медалями. После войны окончила МАРХИ. Была членом Правления Союза московских архитекторов (СМА), председателем Совета ветеранов СМА. Вместе со вторым мужем, скульптором Першудчевым Иваном Гавриловичем (30.10.1915, г. Днепродзержинск — 15.02.1987, г. Москва) создала несколько монументальных памятников.
Дядя — Степанов Виктор Григорьевич (1914—1970), советский боксер, дважды чемпион страны, тренер по боксу.
Дядя — Степанов Геннадий Григорьевич, советский боксер, дважды чемпион страны, исполнитель одной из главных ролей в кинофильме «Мексиканец»
Дядя — Платонов Сергей Семенович (1932—2014), инженер, связист, работал в системе МОРСАТ.
Тетя — Денисова Ирина Семеновна (1921—1985), филолог, работала с ВЦСПС.
Муж — Дубов Александр Иосифович (род. 1946, г. Москва), этнограф, антрополог.
- Сын — Дубов Владимир Александрович (род. 28.09.1973, г. Москва), юрист
- Дочь — Федотова Ольга Александровна (род. 06.02.1976, г. Москва), педагог; двое детей — Екатерина (1998) и Алексей (2000).

## Награды
- Юбилейная медаль Туркменистана «Magtymguly Pyragynyň 300 ýyllygyna» (10 декабря 2024) — за особые заслуги в деле возрождения культурного наследия и исконных духовных ценностей туркменского народа, изучения, бережного сохранения, популяризации и донесении до потомков творчества поэта-классика туркменской литературы и великого мыслителя Махтумкули Фраги, наращивания культурных связей независимого нейтрального Туркменистана с другими государствами мира и международными организациями, сближения и обогащения культур, укрепления уз дружбы и сотрудничества между народами в эру Возрождения новой эпохи могущественного государства, а также по случаю 300-летия туркменского поэта-классика Махтумкули Фраги[17].
- Грамоты Президиума Российской Академии Наук.
- Медаль «В ознаменование 850-летия г. Москвы».
- Правительственные награды Туркменистана: «Золотая цепь Президента Туркменистана» (2009).
- «Золотая цепь Президента Туркменистана Алтын Асыр» (2012)
- юбилейная медаль «Garaşsyz, Baky Bitarap Türkmenistan» (Независимый, Постоянно Нейтральный Туркменистан) (2015).
- Медаль «В ознаменование 20-летия общественной организации туркмен Ставропольского края „Ватан“».

## Основные публикации
- Антропологическая характеристика некоторых групп населения Северного Таджикистана // Вопросы антропологии. 1976. Вып. 52. С. 169-185;
- К проблеме формирования памиро-ферганской расы // СЭ. 1978. № 4. С. 34-45;
- Антропологический состав населения Северного Таджикистана и этногенетические проблемы Среднеазиатского региона. М., 1985. 372 с.;
- К антропологической характеристике курдов // СЭ. 1988. № 6. С. 127-136;
- Антропологические аспекты урбанизации. К постановке проблемы // СЭ. 1989. № 6. С. 76-89;
- Биодемографические данные русских села Ивановка (совместно с Б.Н. Казаченко) // Русские старожилы Азербайджана. Материалы по этнической экологии. М., 1989. Ч. 2. С. 5-19;
- Этносоциальные проблемы Кизеловского района Пермской области (совместно с Н.А. Лопуленко) // Среда и культура в условиях общественных трансформаций. М., 1995. С. 200-223;
- Формирование антропологического состава населения Северного Таджикистана. М., 1996. 248 с.;
- Калининградская область: современные этнокультурные процессы (совместно с Н.А. Лопуленко, М.Ю. Мартыновой) // Исследования по прикладной и неотложной этнологии. М., 1998. Вып. 119. 60 с.;
- Антропологические и этнические общности на территории Средней Азии // Антропологические и этнографические сведения о населении Средней Азии. М., 2000. С. 167-206;
- Глобализация этнологии на пороге нового тысячелетия // ЭО. 2000. № 1. С. 19-39;
- Антропология и история: необходимость комплексного подхода // Российская наука о человеке: вчера, сегодня, завтра: Материалы международной конференции. СПб., 2003. С. 46-51[18].